# Myiornis
Myiornis é um género de ave da família Tyrannidae.
Este género contém as seguintes espécies:
- Myiornis albiventris
- Myiornis auricularis
- Myiornis atricapillus
- Myiornis ecaudatus